# 지역 기구
지역 기구는 지역 별로 설치한 기구이다.

## 지역 기구 및 회원국 목록

### 아시아

#### 동아시아 정상회의 (EAS)
- 대한민국
- 일본
- 중화인민공화국
- 태국
- 베트남
- 캄보디아
- 미얀마
- 라오스
- 말레이시아
- 싱가포르
- 인도네시아
- 필리핀
- 브루나이
- 인도
- 러시아
- 미국
- 오스트레일리아
- 뉴질랜드

(이 중  러시아와  미국은 동아시아 포괄적 경제 파트너십 (CEPEA) 회원이 아니다.)

#### 동남아시아 국가 연합 (ASEAN)

##### 정회원국
- 태국
- 베트남
- 캄보디아
- 미얀마
- 라오스
- 말레이시아
- 싱가포르
- 인도네시아
- 필리핀
- 브루나이

##### 준회원국
- 동티모르
- 파푸아뉴기니

##### 아세안+3
- 대한민국
- 일본
- 중화인민공화국

#### 남아시아 지역 협력 연합 (SAARC)

##### 회원국
- 인도
- 파키스탄
- 방글라데시
- 스리랑카
- 몰디브
- 네팔
- 부탄
- 아프가니스탄

##### 참관국
- 대한민국
- 일본
- 중화인민공화국
- 미얀마
- 이란
- 유럽 연합
- 미국
- 모리셔스
- 오스트레일리아

##### 초청국
- 남아프리카 공화국

#### 걸프 협력 회의 (GCC)
- 사우디아라비아
- 쿠웨이트
- 아랍에미리트
- 카타르
- 바레인
- 오만

#### 유라시아 경제 공동체 (EAEC)

##### 정회원국
- 우즈베키스탄
- 카자흐스탄
- 타지키스탄
- 키르기스스탄
- 러시아
- 벨라루스

##### 준회원국
- 아르메니아
- 우크라이나
- 몰도바

### 유럽

#### 유럽 연합 (EU)
- 키프로스
- 아일랜드
- 프랑스
- 벨기에
- 네덜란드
- 룩셈부르크
- 스페인
- 포르투갈
- 이탈리아
- 몰타
- 그리스
- 덴마크
- 스웨덴
- 핀란드
- 리투아니아
- 라트비아
- 에스토니아
- 독일
- 오스트리아
- 폴란드
- 체코
- 슬로바키아
- 헝가리
- 크로아티아
- 슬로베니아
- 루마니아
- 불가리아

#### 유럽 평의회 (CoE)
- 키프로스
- 튀르키예
- 조지아
- 아르메니아
- 아제르바이잔
- 영국
- 아일랜드
- 프랑스
- 벨기에
- 네덜란드
- 룩셈부르크
- 스페인
- 포르투갈
- 안도라
- 이탈리아
- 산마리노
- 몰타
- 모나코
- 그리스
- 덴마크
- 노르웨이
- 스웨덴
- 핀란드
- 아이슬란드
- 리투아니아
- 라트비아
- 에스토니아
- 독일
- 스위스
- 오스트리아
- 리히텐슈타인
- 폴란드
- 체코
- 슬로바키아
- 헝가리
- 세르비아
- 몬테네그로
- 크로아티아
- 슬로베니아
- 북마케도니아
- 보스니아 헤르체고비나
- 알바니아
- 루마니아
- 불가리아
- 러시아
- 우크라이나
- 몰도바

#### 북유럽 이사회

##### 회원국
- 덴마크
- 노르웨이
- 스웨덴
- 핀란드
- 아이슬란드

##### 자치령
- 페로 제도
- 올란드 제도
- 그린란드

##### 참관국
- 리투아니아
- 라트비아
- 에스토니아

#### 동방 파트너십
- 조지아
- 아르메니아
- 아제르바이잔
- 우크라이나
- 벨라루스
- 몰도바

#### 유럽 자유 무역 연합 (EFTA)
- 노르웨이
- 아이슬란드
- 스위스
- 리히텐슈타인

#### 유럽 경제 지역
- 유럽 연합 모든 회원국
- 영국
- 노르웨이
- 아이슬란드
- 리히텐슈타인

#### 중앙유럽 자유 무역 협정 (CEFTA)
- 세르비아
- 코소보
- 몬테네그로
- 북마케도니아
- 보스니아 헤르체고비나
- 알바니아
- 몰도바

#### 남동유럽 협력 프로세스 (SEECP)
- 튀르키예
- 그리스
- 세르비아
- 몬테네그로
- 크로아티아
- 슬로베니아
- 북마케도니아
- 보스니아 헤르체고비나
- 알바니아
- 루마니아
- 불가리아
- 몰도바

#### 구암 (GUAM)

##### 회원국
- 조지아
- 아제르바이잔
- 우크라이나
- 몰도바

##### 준회원국
- 튀르키예
- 라트비아

#### 러시아 벨라루스 연맹국
- 러시아
- 벨라루스

#### 비셰그라드 그룹
- 폴란드
- 체코
- 슬로바키아
- 헝가리

### 아메리카

#### 미주 기구 (OAS)
- 미국
- 캐나다
- 멕시코
- 니카라과
- 엘살바도르
- 온두라스
- 과테말라
- 벨리즈
- 코스타리카
- 파나마
- 아이티
- 도미니카 공화국
- 자메이카
- 바하마
- 그레나다
- 도미니카 연방
- 바베이도스
- 세인트루시아
- 세인트빈센트 그레나딘
- 세인트키츠 네비스
- 앤티가 바부다
- 트리니다드 토바고
- 브라질
- 아르헨티나
- 칠레
- 우루과이
- 콜롬비아
- 에콰도르
- 베네수엘라
- 파라과이
- 볼리비아
- 페루
- 가이아나
- 수리남

#### 라틴 아메리카 경제기구 (SELA)
- 멕시코
- 니카라과
- 엘살바도르
- 온두라스
- 과테말라
- 벨리즈
- 코스타리카
- 파나마
- 쿠바
- 아이티
- 도미니카 공화국
- 자메이카
- 그레나다
- 바베이도스
- 트리니다드 토바고
- 브라질
- 아르헨티나
- 칠레
- 우루과이
- 콜롬비아
- 에콰도르
- 베네수엘라
- 파라과이
- 볼리비아
- 페루
- 가이아나
- 수리남

#### 북미 자유 무역 협정 (NAFTA)
- 미국
- 캐나다
- 멕시코

#### 미국-멕시코-캐나다 협정 (USMCA)
- 미국
- 멕시코
- 캐나다

#### 남미 국가 연합 (USAN)
- 브라질
- 아르헨티나
- 칠레
- 우루과이
- 콜롬비아
- 에콰도르
- 베네수엘라
- 파라과이
- 볼리비아
- 페루
- 가이아나
- 수리남

#### 메르코수르

##### 정회원국
- 브라질
- 아르헨티나
- 우루과이
- 베네수엘라
- 파라과이

##### 준회원국
- 칠레
- 콜롬비아
- 에콰도르
- 볼리비아
- 페루

##### 옵서버
- 멕시코

#### 안데스 공동체 (CAN)

##### 정회원국
- 콜롬비아
- 에콰도르
- 볼리비아
- 페루

##### 준회원국
- 브라질
- 아르헨티나
- 칠레
- 우루과이
- 파라과이

##### 옵서버
- 멕시코
- 파나마

#### 카리브 공동체

##### 정회원국
- 벨리즈
- 아이티
- 자메이카
- 바하마
- 그레나다
- 도미니카 연방
- 바베이도스
- 세인트루시아
- 세인트빈센트 그레나딘
- 세인트키츠 네비스
- 앤티가 바부다
- 트리니다드 토바고
- 몬트세랫
- 가이아나
- 수리남

##### 준회원국
- 버뮤다
- 앵귈라
- 영국령 버진아일랜드
- 케이맨 제도
- 터크스 케이커스 제도

##### 옵서버
- 멕시코
- 도미니카 공화국
- 푸에르토리코
- 신트마르턴
- 아루바
- 퀴라소
- 콜롬비아
- 베네수엘라

#### 동카리브 국가 기구 (OECS)

##### 정회원국
- 그레나다
- 도미니카 연방
- 세인트루시아
- 세인트빈센트 그레나딘
- 세인트키츠 네비스
- 앤티가 바부다
- 몬트세랫

##### 준회원국
- 앵귈라
- 영국령 버진아일랜드
- 마르티니크

#### 중미 통합 체제 (SICA)

##### 정회원국
- 니카라과
- 엘살바도르
- 온두라스
- 과테말라
- 벨리즈
- 코스타리카
- 파나마
- 도미니카 공화국

##### 준회원국
- 일본
- 중화민국
- 스페인
- 독일
- 멕시코
- 브라질
- 칠레

#### 중남미·카리브 해 국가 공동체 (CELAC)
- 멕시코
- 니카라과
- 엘살바도르
- 온두라스
- 과테말라
- 벨리즈
- 코스타리카
- 파나마
- 쿠바
- 아이티
- 도미니카 공화국
- 자메이카
- 바하마
- 그레나다
- 도미니카 연방
- 바베이도스
- 세인트루시아
- 세인트빈센트 그레나딘
- 세인트키츠 네비스
- 앤티가 바부다
- 트리니다드 토바고
- 브라질
- 아르헨티나
- 칠레
- 우루과이
- 콜롬비아
- 에콰도르
- 베네수엘라
- 파라과이
- 볼리비아
- 페루
- 가이아나
- 수리남

#### 라틴 아메리카 의회
- 멕시코
- 니카라과
- 엘살바도르
- 온두라스
- 과테말라
- 코스타리카
- 파나마
- 쿠바
- 도미니카 공화국
- 신트마르턴
- 아루바
- 퀴라소
- 브라질
- 아르헨티나
- 칠레
- 우루과이
- 콜롬비아
- 에콰도르
- 베네수엘라
- 파라과이
- 볼리비아
- 페루
- 수리남

#### 카리브 국가 연합 (ACS)

##### 정회원국
- 멕시코
- 니카라과
- 엘살바도르
- 온두라스
- 과테말라
- 벨리즈
- 코스타리카
- 파나마
- 쿠바
- 아이티
- 도미니카 공화국
- 자메이카
- 바하마
- 그레나다
- 도미니카 연방
- 바베이도스
- 세인트루시아
- 세인트빈센트 그레나딘
- 세인트키츠 네비스
- 앤티가 바부다
- 트리니다드 토바고
- 아루바
- 퀴라소
- 신트마르턴
- 네덜란드령 안틸레스
- 생바르텔레미
- 생마르탱
- 과들루프
- 마르티니크
- 콜롬비아
- 베네수엘라
- 가이아나
- 수리남
- 프랑스령 기아나

##### 옵서버
- 대한민국
- 인도
- 튀르키예
- 영국
- 네덜란드
- 스페인
- 이탈리아
- 핀란드
- 세르비아
- 슬로베니아
- 러시아
- 우크라이나
- 벨라루스
- 캐나다
- 브라질
- 아르헨티나
- 칠레
- 에콰도르
- 페루
- 이집트
- 모로코

#### 태평양 동맹

##### 정회원국
- 멕시코
- 칠레
- 콜롬비아
- 페루

##### 옵서버
- 대한민국
- 일본
- 중화인민공화국
- 태국
- 싱가포르
- 인도네시아
- 인도
- 이스라엘
- 튀르키예
- 조지아
- 영국
- 프랑스
- 벨기에
- 네덜란드
- 스페인
- 포르투갈
- 이탈리아
- 그리스
- 덴마크
- 스웨덴
- 핀란드
- 독일
- 스위스
- 오스트리아
- 폴란드
- 헝가리
- 미국
- 캐나다
- 엘살바도르
- 온두라스
- 과테말라
- 코스타리카
- 파나마
- 아이티
- 도미니카 공화국
- 도미니카 연방
- 트리니다드 토바고
- 아르헨티나
- 우루과이
- 에콰도르
- 파라과이
- 모로코
- 오스트레일리아
- 뉴질랜드

#### 라틴 아메리카 통합 연합 (ALADI)
- 멕시코
- 파나마
- 쿠바
- 브라질
- 아르헨티나
- 칠레
- 우루과이
- 콜롬비아
- 에콰도르
- 베네수엘라
- 파라과이
- 볼리비아
- 페루

### 아프리카

#### 아프리카 연합 (AU)

##### 정회원국
- 이집트
- 리비아
- 수단
- 남수단
- 알제리
- 튀니지
- 모로코
- 모리타니
- 말리
- 세네갈
- 감비아
- 기니
- 기니비사우
- 시에라리온
- 라이베리아
- 코트디부아르
- 가나
- 베냉
- 토고
- 부르키나파소
- 니제르
- 나이지리아
- 카보베르데
- 중앙아프리카 공화국
- 차드
- 카메룬
- 콩고 공화국
- 콩고 민주 공화국
- 가봉
- 적도 기니
- 상투메 프린시페
- 탄자니아
- 케냐
- 우간다
- 르완다
- 부룬디
- 에리트레아
- 에티오피아
- 소말리아
- 지부티
- 남아프리카 공화국
- 레소토
- 에스와티니
- 나미비아
- 보츠와나
- 짐바브웨
- 앙골라
- 잠비아
- 말라위
- 모잠비크
- 마다가스카르
- 코모로
- 모리셔스
- 세이셸
- 서사하라

##### 옵서버
- 팔레스타인
- 튀르키예
- 카자흐스탄
- 리투아니아
- 라트비아
- 세르비아
- 우크라이나
- 아이티

#### CFA 프랑

##### 서아프리카 CFA 프랑
- 말리
- 세네갈
- 기니비사우
- 코트디부아르
- 베냉
- 토고
- 부르키나파소
- 니제르

##### 중앙아프리카 CFA 프랑
- 중앙아프리카 공화국
- 차드
- 카메룬
- 콩고 공화국
- 가봉
- 적도 기니

#### 서아프리카 경제 공동체 (ECOWAS)
- 말리
- 세네갈
- 감비아
- 기니
- 기니비사우
- 시에라리온
- 라이베리아
- 코트디부아르
- 가나
- 베냉
- 토고
- 부르키나파소
- 니제르
- 나이지리아
- 카보베르데

#### 중앙아프리카 경제 공동체 (ECCAS)
- 중앙아프리카 공화국
- 차드
- 카메룬
- 콩고 공화국
- 콩고 민주 공화국
- 가봉
- 적도 기니
- 상투메 프린시페
- 르완다
- 부룬디
- 앙골라

#### 동아프리카 공동체 (EAC)
- 남수단
- 탄자니아
- 케냐
- 우간다
- 르완다
- 부룬디

#### 남아프리카 개발 공동체 (SADC)
- 콩고 민주 공화국
- 탄자니아
- 남아프리카 공화국
- 레소토
- 에스와티니
- 나미비아
- 보츠와나
- 짐바브웨
- 앙골라
- 잠비아
- 말라위
- 모잠비크
- 마다가스카르
- 모리셔스
- 세이셸

#### 아랍 마그레브 연합 (UMA)
- 리비아
- 알제리
- 튀니지
- 모로코
- 모리타니

### 오세아니아

#### 태평양 제도 포럼 (PIF)

##### 정회원국
- 오스트레일리아
- 뉴질랜드
- 바누아투
- 솔로몬 제도
- 파푸아뉴기니
- 피지
- 나우루
- 마셜 제도
- 미크로네시아 연방
- 키리바시
- 팔라우
- 사모아
- 통가
- 투발루
- 니우에
- 쿡 제도

##### 준회원국
- 누벨칼레도니
- 프랑스령 폴리네시아

##### 옵서버
- 동티모르
- 왈리스 푸투나
- 토켈라우
- 유엔
- 영국 연방
- 중서부태평양수산위원회
- 아시아 개발 은행

##### 대화 상대국
- 대한민국
- 일본
- 중화인민공화국
- 중화민국
- 태국
- 말레이시아
- 인도네시아
- 필리핀
- 인도
- 튀르키예
- 유럽 연합
- 영국
- 프랑스
- 스페인
- 이탈리아
- 미국
- 캐나다
- 쿠바

#### 남태평양 공동체 (SPC)
- 영국
- 프랑스
- 미국
- 오스트레일리아
- 뉴질랜드
- 바누아투
- 솔로몬 제도
- 파푸아뉴기니
- 피지
- 나우루
- 마셜 제도
- 미크로네시아 연방
- 키리바시
- 팔라우
- 사모아
- 통가
- 투발루
- 핏케언 제도
- 누벨칼레도니
- 왈리스 푸투나
- 프랑스령 폴리네시아
- 괌
- 북마리아나 제도
- 아메리칸사모아
- 니우에
- 쿡 제도
- 토켈라우

### 기타

#### 아랍 연맹

##### 정회원국
- 이라크
- 사우디아라비아
- 레바논
- 팔레스타인
- 요르단
- 쿠웨이트
- 아랍에미리트
- 카타르
- 바레인
- 예멘
- 오만
- 이집트
- 리비아
- 수단
- 알제리
- 튀니지
- 모로코
- 모리타니
- 소말리아
- 지부티
- 코모로

##### 참관국
- 인도
- 브라질
- 베네수엘라
- 에리트레아

#### 아시아 태평양 경제협력체 (APEC)
- 대한민국
- 일본
- 중화인민공화국
- 홍콩
- 중화민국
- 태국
- 베트남
- 말레이시아
- 싱가포르
- 인도네시아
- 필리핀
- 브루나이
- 러시아
- 미국
- 캐나다
- 멕시코
- 칠레
- 페루
- 오스트레일리아
- 뉴질랜드
- 파푸아뉴기니

#### 이베로아메리카 정상회의

##### 정회원국
- 스페인
- 포르투갈
- 안도라
- 멕시코
- 니카라과
- 엘살바도르
- 온두라스
- 과테말라
- 코스타리카
- 파나마
- 쿠바
- 도미니카 공화국
- 브라질
- 아르헨티나
- 칠레
- 우루과이
- 콜롬비아
- 에콰도르
- 베네수엘라
- 파라과이
- 볼리비아
- 페루

##### 준회원국
- 필리핀
- 푸에르토리코
- 적도 기니

#### 유럽 안보 협력 기구 (OSCE)
- 몽골
- 튀르키예
- 우즈베키스탄
- 카자흐스탄
- 타지키스탄
- 키르기스스탄
- 투르크메니스탄
- 조지아
- 아르메니아
- 아제르바이잔
- 영국
- 아일랜드
- 프랑스
- 벨기에
- 네덜란드
- 룩셈부르크
- 스페인
- 포르투갈
- 안도라
- 이탈리아
- 바티칸 시국
- 산마리노
- 몰타
- 모나코
- 그리스
- 덴마크
- 노르웨이
- 스웨덴
- 핀란드
- 아이슬란드
- 리투아니아
- 라트비아
- 에스토니아
- 독일
- 스위스
- 오스트리아
- 리히텐슈타인
- 폴란드
- 체코
- 슬로바키아
- 헝가리
- 세르비아
- 몬테네그로
- 크로아티아
- 슬로베니아
- 북마케도니아
- 보스니아 헤르체고비나
- 알바니아
- 루마니아
- 불가리아
- 러시아
- 우크라이나
- 벨라루스
- 몰도바
- 미국
- 캐나다

##### 협력국
- 대한민국
- 일본
- 태국
- 이스라엘
- 요르단
- 아프가니스탄
- 이집트
- 알제리
- 튀니지
- 모로코
- 오스트레일리아

#### 북대서양 조약 기구 (NATO)
- 튀르키예
- 영국
- 프랑스
- 벨기에
- 네덜란드
- 룩셈부르크
- 스페인
- 포르투갈
- 이탈리아
- 그리스
- 덴마크
- 노르웨이
- 아이슬란드
- 리투아니아
- 라트비아
- 에스토니아
- 독일
- 폴란드
- 체코
- 슬로바키아
- 헝가리
- 몬테네그로
- 크로아티아
- 슬로베니아
- 알바니아
- 루마니아
- 불가리아
- 미국
- 캐나다

#### 독립 국가 연합 (CIS)

##### 정회원국
- 우즈베키스탄
- 카자흐스탄
- 타지키스탄
- 키르기스스탄
- 아르메니아
- 아제르바이잔
- 러시아
- 벨라루스
- 몰도바

##### 준회원국
- 투르크메니스탄
- 우크라이나

#### 유라시아 경제 연합
- 카자흐스탄
- 키르기스스탄
- 아르메니아
- 러시아
- 벨라루스

#### 경제 협력 기구 (ECO)
- 파키스탄
- 이란
- 튀르키예
- 우즈베키스탄
- 카자흐스탄
- 타지키스탄
- 키르기스스탄
- 투르크메니스탄
- 아제르바이잔
- 아프가니스탄

#### 평화를 위한 동반자 관계 (PfP)
- 우즈베키스탄
- 카자흐스탄
- 타지키스탄
- 키르기스스탄
- 투르크메니스탄
- 조지아
- 아르메니아
- 아제르바이잔
- 아일랜드
- 몰타
- 스웨덴
- 핀란드
- 스위스
- 오스트리아
- 세르비아
- 몬테네그로
- 북마케도니아
- 보스니아 헤르체고비나
- 러시아
- 우크라이나
- 벨라루스
- 몰도바

#### 상하이 협력 기구

##### 정회원국
- 중화인민공화국
- 인도
- 파키스탄
- 우즈베키스탄
- 카자흐스탄
- 타지키스탄
- 키르기스스탄
- 러시아

##### 준회원국
- 몽골
- 이란
- 아프가니스탄
- 벨라루스

##### 대화 상대국
- 캄보디아
- 스리랑카
- 네팔
- 튀르키예
- 아르메니아
- 아제르바이잔

##### 초청국
- 투르크메니스탄
- ASEAN
- CIS

#### 지중해 연합

##### 정회원국
- 시리아
- 레바논
- 이스라엘
- 팔레스타인
- 요르단
- 키프로스
- 튀르키예
- 영국
- 아일랜드
- 프랑스
- 벨기에
- 네덜란드
- 룩셈부르크
- 스페인
- 포르투갈
- 이탈리아
- 몰타
- 그리스
- 덴마크
- 스웨덴
- 핀란드
- 리투아니아
- 라트비아
- 에스토니아
- 독일
- 오스트리아
- 폴란드
- 체코
- 슬로바키아
- 헝가리
- 몬테네그로
- 크로아티아
- 슬로베니아
- 보스니아 헤르체고비나
- 알바니아
- 루마니아
- 불가리아
- 이집트
- 알제리
- 튀니지
- 모로코
- 모리타니
- 아랍 연맹

##### 참관국
- 리비아

#### 아시아 유럽 정상회의 (ASEM)
- 대한민국
- 일본
- 중화인민공화국
- 몽골
- 태국
- 베트남
- 캄보디아
- 미얀마
- 라오스
- 말레이시아
- 싱가포르
- 인도네시아
- 필리핀
- 브루나이
- 인도
- 파키스탄
- 방글라데시
- 키프로스
- 카자흐스탄
- 영국
- 아일랜드
- 프랑스
- 벨기에
- 네덜란드
- 룩셈부르크
- 스페인
- 포르투갈
- 이탈리아
- 몰타
- 그리스
- 덴마크
- 노르웨이
- 스웨덴
- 핀란드
- 리투아니아
- 라트비아
- 에스토니아
- 독일
- 스위스
- 오스트리아
- 폴란드
- 체코
- 슬로바키아
- 헝가리
- 크로아티아
- 슬로베니아
- 루마니아
- 불가리아
- 러시아
- 오스트레일리아
- 뉴질랜드

#### 환태평양 경제 동반자 협정 (TPP)
- 일본
- 베트남
- 말레이시아
- 싱가포르
- 브루나이
- 캐나다
- 멕시코
- 칠레
- 페루
- 오스트레일리아
- 뉴질랜드

#### 영국 연방
- 영국
- 캐나다
- 남아프리카 공화국
- 오스트레일리아
- 뉴질랜드
- 인도
- 파키스탄
- 스리랑카
- 말레이시아
- 가나
- 나이지리아
- 키프로스
- 시에라리온
- 탄자니아
- 자메이카
- 트리니다드 토바고
- 우간다
- 케냐
- 몰타
- 말라위
- 잠비아
- 감비아
- 싱가포르
- 가이아나
- 바베이도스
- 보츠와나
- 레소토
- 모리셔스
- 에스와티니
- 나우루
- 통가
- 사모아
- 피지
- 방글라데시
- 바하마
- 그레나다
- 파푸아뉴기니
- 세이셸
- 도미니카 연방
- 솔로몬 제도
- 투발루
- 세인트루시아
- 세인트빈센트 그레나딘
- 키리바시
- 바누아투
- 벨리즈
- 앤티가 바부다
- 세인트키츠 네비스
- 브루나이
- 나미비아
- 카메룬
- 모잠비크
- 르완다

#### 프랑코포니

##### 정회원국
- 프랑스
- 벨기에
- 베냉
- 부르키나파소
- 부룬디
- 캄보디아
- 캐나다
- 중앙아프리카 공화국
- 코트디부아르
- 가봉
- 아이티
- 룩셈부르크
- 말리
- 모리셔스
- 모나코
- 니제르
- 르완다
- 세네갈
- 차드
- 토고
- 튀니지
- 베트남
- 레바논
- 세이셸
- 코모로
- 콩고 민주 공화국
- 지부티
- 도미니카 연방
- 기니비사우
- 바누아투
- 모리타니
- 콩고 공화국
- 기니
- 모로코
- 세인트루시아
- 이집트
- 적도 기니
- 마다가스카르
- 카메룬
- 라오스
- 불가리아
- 루마니아
- 카보베르데
- 몰도바
- 스위스
- 알바니아
- 상투메 프린시페
- 슬로베니아
- 북마케도니아
- 안도라
- 그리스
- 아르메니아

##### 준회원국
- 키프로스
- 가나
- 카타르
- 누벨칼레도니

##### 참관국
- 폴란드
- 리투아니아
- 체코
- 슬로바키아
- 오스트리아
- 크로아티아
- 조지아
- 헝가리
- 모잠비크
- 세르비아
- 우크라이나
- 라트비아
- 태국
- 보스니아 헤르체고비나
- 아랍에미리트
- 에스토니아
- 몬테네그로
- 도미니카 공화국
- 우루과이
- 코스타리카
- 코소보
- 멕시코
- 아르헨티나
- 대한민국

#### 포르투갈어 사용국 공동체 (CPLP)

##### 회원국
- 포르투갈
- 브라질
- 앙골라
- 모잠비크
- 카보베르데
- 기니비사우
- 상투메 프린시페
- 동티모르
- 적도 기니

##### 참관국
- 모리셔스
- 세네갈
- 조지아
- 나미비아
- 튀르키예
- 일본

#### 라틴 연합 (UL)

##### 정회원국
- 필리핀
- 동티모르
- 프랑스
- 스페인
- 포르투갈
- 안도라
- 이탈리아
- 산마리노
- 모나코
- 루마니아
- 몰도바
- 멕시코
- 니카라과
- 엘살바도르
- 온두라스
- 과테말라
- 코스타리카
- 파나마
- 쿠바
- 아이티
- 도미니카 공화국
- 브라질
- 칠레
- 우루과이
- 콜롬비아
- 에콰도르
- 베네수엘라
- 파라과이
- 볼리비아
- 페루
- 세네갈
- 기니비사우
- 코트디부아르
- 카보베르데
- 상투메 프린시페
- 앙골라
- 모잠비크

##### 준회원국
- 바티칸 시국
- 몰타 기사단
- 아르헨티나

#### 국제 에너지 기구 (IEA)
- 대한민국
- 일본
- 튀르키예
- 영국
- 아일랜드
- 프랑스
- 벨기에
- 네덜란드
- 룩셈부르크
- 스페인
- 포르투갈
- 이탈리아
- 그리스
- 덴마크
- 노르웨이
- 스웨덴
- 핀란드
- 에스토니아
- 독일
- 스위스
- 오스트리아
- 폴란드
- 체코
- 슬로바키아
- 헝가리
- 미국
- 캐나다
- 오스트레일리아
- 뉴질랜드

## 국가별 가입한 지역 기구

### 아시아

#### 동아시아
- 대한민국 : EAS, CEPEA, 아세안+3, SAARC (참관국), ACS (옵서버), 태평양 동맹 (옵서버), PIF (대화 상대국), APEC, OSCE (협력국), ASEM
- 일본 : EAS, CEPEA, 아세안+3, SAARC (참관국), SICA (준회원국), 태평양 동맹 (옵서버), PIF (대화 상대국), APEC, OSCE (협력국), ASEM, TPP
- 중화인민공화국 : EAS, CEPEA, 아세안+3, SAARC (참관국), 태평양 동맹 (옵서버), PIF (대화 상대국), APEC, 상하이 협력 기구, ASEM
- 조선민주주의인민공화국 : 가입한 지역 기구가 없다. (독립국 중에서는 유일하다.)
- 마카오 : 가입한 지역 기구가 없다.
- 홍콩 : APEC
- 중화민국 : SICA (준회원국), PIF (대화 상대국), APEC
- 몽골 : OSCE, 상하이 협력 기구 (준회원국), ASEM

#### 동남아시아
- 태국 : EAS, CEPEA, ASEAN, 태평양 동맹 (옵서버), PIF (대화 상대국), APEC, OSCE (협력국), ASEM
- 베트남 : EAS, CEPEA, ASEAN, APEC, ASEM, TPP
- 캄보디아 : EAS, CEPEA, ASEAN, 상하이 협력 기구 (대화 상대국), ASEM
- 라오스 : EAS, CEPEA, ASEAN, ASEM
- 미얀마 : EAS, CEPEA, ASEAN, SAARC (참관국), ASEM
- 말레이시아 : EAS, CEPEA, ASEAN, PIF (대화 상대국), APEC, ASEM, TPP
- 싱가포르 : EAS, CEPEA, ASEAN, 태평양 동맹 (옵서버), APEC, ASEM, TPP
- 인도네시아 : EAS, CEPEA, ASEAN, 태평양 동맹 (옵서버), PIF (대화 상대국), APEC, ASEM
- 필리핀 : EAS, CEPEA, ASEAN, PIF (대화 상대국), APEC, ASEM, 이베로아메리카 정상회의 (준회원국)
- 브루나이 : EAS, CEPEA, ASEAN, APEC, ASEM, TPP
- 동티모르 : ASEAN (준회원국), PIF (옵서버)

#### 남아시아
- 인도 : EAS, CEPEA, SAARC, CAS (옵서버), 태평양 동맹 (옵서버), PIF (대화 상대국), 아랍 연맹 (참관국), 상하이 협력 기구, ASEM
- 파키스탄 : SAARC, ECO, 상하이 협력 기구, ASEM
- 방글라데시 : SAARC, ASEM
- 스리랑카 : SAARC, 상하이 협력 기구 (대화 상대국)
- 몰디브 : SAARC
- 네팔 : SAARC, 상하이 협력 기구 (대화 상대국)
- 부탄: SAARC
- 차고스 제도 : 가입한 지역 기구가 없다.
- 영국령 인도양 지역 : 가입한 지역 기구가 없다.

#### 서아시아
- 이라크 : 아랍 연맹
- 이란 : SAARC (참관국), ECO, 상하이 협력 기구 (준회원국)
- 사우디아라비아 : GCC, 아랍 연맹
- 시리아 : 지중해 연합
- 레바논 : 아랍 연맹, 지중해 연합
- 이스라엘 : 태평양 동맹, OSCE (협력국), 지중해 연합
- 팔레스타인 : AU (옵서버), 아랍 연맹, 지중해 연합
- 요르단 : 아랍 연맹, OSCE (협력국), 지중해 연합
- 쿠웨이트 : GCC, 아랍 연맹
- 아랍에미리트 : GCC, 아랍 연맹
- 카타르 : GCC, 아랍 연맹
- 바레인 : GCC, 아랍 연맹
- 예멘 : 아랍 연맹
- 오만 : GCC, 아랍 연맹
- 키프로스 : EU, CoE, 유럽 경제 지역, 지중해 연합, ASEM
- 튀르키예 : NATO, CoE, SEECP, GUAM (준회원국), ACS (옵서버), 태평양 동맹, AU (옵서버), PIF (대화 상대국), OSCE, ECO, 상하이 협력 기구 (대화 상대국), 지중해 연합
- 북키프로스 : 가입한 지역 기구가 없다.
- 아크로티리 데켈리아 : 가입한 지역 기구가 없다.

#### 중앙아시아
- 우즈베키스탄 : EAEC, OSCE, CIS, ECO, PfP, 상하이 협력 기구
- 카자흐스탄 : EAEC, AU (옵서버), OSCE, CIS, 유라시아 경제 연합, ECO, PfP, 상하이 협력 기구, ASEM
- 타지키스탄 : EAEC, OSCE, CIS, ECO, PfP, 상하이 협력 기구
- 키르기스스탄 : EAEC, OSCE, CIS, 유라시아 경제 연합, ECO, PfP, 상하이 협력 기구
- 투르크메니스탄 : OSCE, CIS (준회원국), ECO, PfP, 상하이 협력 기구 (초청국)

#### 캅카스 3국
- 조지아 : CoE, 동방 파트너십, GUAM, 태평양 동맹 (옵서버), OSCE, PfP
- 아르메니아 : EAEC (준회원국), CoE, 동방 파트너십, OSCE, CIS, 유라시아 경제 연합, PfP, 상하이 협력 기구 (대화 상대국)
- 아제르바이잔 : CoE, 동방 파트너십, GUAM, OSCE, CIS, ECO, PfP, 상하이 협력 기구 (대화 상대국)
- 남오세티야 : 가입한 지역 기구가 없다.
- 압하지야 : 가입한 지역 기구가 없다.
- 아르차흐 공화국 : 가입한 지역 기구가 없다.

#### 기타
- 아프가니스탄 : SAARC, OSCE (협력국), ECO, 상하이 협력 기구 (준회원국)

### 유럽
- 유럽 연합 : SAARC (참관국), PIF (대화 상대국)

#### 서유럽
- 영국 : NATO, CoE, 유럽 경제 지역, ACS (옵서버), 태평양 동맹, PIF (대화 상대국), PIF (대화 상대국), OSCE, 지중해 연합, ASEM
- 아일랜드 : EU, CoE, 유럽 경제 지역, OSCE, PfP, 지중해 연합, ASEM
- 프랑스 : EU, NATO, CoE, 유럽 경제 지역, 태평양 동맹, PIF (대화 상대국), PIF (대화 상대국), OSCE, 지중해 연합, ASEM
- 벨기에 : EU, NATO, CoE, 유럽 경제 지역, 태평양 동맹, OSCE, 지중해 연합, ASEM
- 네덜란드 : EU, NATO, CoE, 유럽 경제 지역, ACS (옵서버), 태평양 동맹, OSCE, 지중해 연합, ASEM
- 룩셈부르크 : EU, NATO, CoE, 유럽 경제 지역, OSCE, 지중해 연합, ASEM
- 건지섬 : 가입한 지역 기구가 없다.
- 맨섬 : 가입한 지역 기구가 없다.
- 저지섬 : 가입한 지역 기구가 없다.

#### 남유럽
- 스페인 : EU, NATO, CoE, 유럽 경제 지역, SICA (준회원국), ACS (옵서버), 태평양 동맹 (옵서버), PIF (대화 상대국), 이베로아메리카 정상회의, OSCE, ASEM
- 포르투갈 : EU, NATO, CoE, 유럽 경제 지역, 태평양 동맹 (옵서버), 이베로아메리카 정상회의, OSCE, ASEM
- 안도라 : CoE, 이베로아메리카 정상회의, OSCE
- 이탈리아 : EU, NATO, CoE, 유럽 경제 지역, ACS (옵서버), 태평양 동맹 (옵서버), PIF (대화 상대국), OSCE, ASEM
- 바티칸 시국 : OSCE
- 산마리노 : CoE, OSCE
- 몰타 : EU, CoE, 유럽 경제 지역, OSCE, PfP, ASEM
- 모나코 : CoE, OSCE
- 그리스 : EU, NATO, CoE, 유럽 경제 지역, SEECP, 태평양 동맹 (옵서버), OSCE, ASEM
- 카탈루냐 : 가입한 지역 기구가 없다.
- 지브롤터 : 가입한 지역 기구가 없다.

#### 북유럽
- 덴마크 : EU, NATO, CoE, 북유럽 이사회, 유럽 경제 지역, 태평양 동맹 (옵서버), OSCE, 지중해 연합, ASEM
- 노르웨이 : NATO, CoE, 북유럽 이사회, EFTA, 유럽 경제 지역, OSCE, ASEM
- 스웨덴 : EU, CoE, 북유럽 이사회, 유럽 경제 지역, 태평양 동맹 (옵서버), OSCE, PfP, 지중해 연합, ASEM
- 핀란드 : EU, CoE, 북유럽 이사회, 유럽 경제 지역, ACS (옵서버), 태평양 동맹 (옵서버), OSCE, PfP, 지중해 연합, ASEM
- 아이슬란드 : NATO, CoE, 북유럽 이사회, EFTA, 유럽 경제 지역, OSCE
- 페로 제도 : 북유럽 이사회 (자치령)
- 스발바르 제도 : 가입한 지역 기구가 없다.
- 올란드 제도 : 북유럽 이사회 (자치령)

#### 발트 3국
- 리투아니아 : EU, NATO, CoE, 북유럽 이사회 (참관국), 유럽 경제 지역, AU (옵서버), OSCE
- 라트비아 : EU, NATO, CoE, 북유럽 이사회 (참관국), 유럽 경제 지역, GUAM (준회원국) AU (옵서버), OSCE
- 에스토니아 : EU, NATO, CoE, 북유럽 이사회 (참관국), 유럽 경제 지역, OSCE

#### 중앙유럽
- 독일 : EU, NATO, CoE, 유럽 경제 지역, SICA (준회원국), 태평양 동맹 (옵서버), OSCE, 지중해 연합, ASEM
- 스위스 : CoE, EFTA, 태평양 동맹 (옵서버), OSCE, PfP, ASEM
- 오스트리아 : EU, CoE, 유럽 경제 지역, 태평양 동맹 (옵서버), OSCE, PfP, 지중해 연합, ASEM
- 리히텐슈타인 : CoE, EFTA, 유럽 경제 지역, OSCE
- 폴란드 : EU, NATO, CoE, 유럽 경제 지역, 비셰그라드 그룹, 태평양 동맹 (옵서버), OSCE, 지중해 연합, ASEM
- 체코 : EU, NATO, CoE, 유럽 경제 지역, 비셰그라드 그룹, OSCE, 지중해 연합, ASEM
- 슬로바키아 : EU, NATO, CoE, 유럽 경제 지역, 비셰그라드 그룹, OSCE, 지중해 연합, ASEM
- 헝가리 : EU, NATO, CoE, 유럽 경제 지역, 비셰그라드 그룹, 태평양 동맹 (옵서버), OSCE, 지중해 연합, ASEM

#### 동유럽
- 세르비아 : CoE, CEFTA, SEECP, CAS (옵서버), AU (옵서버), OSCE, PfP
- 코소보 : CEFTA
- 몬테네그로 : NATO, CoE, CEFTA, SEECP, OSCE, PfP, 지중해 연합
- 크로아티아 : EU, NATO, CoE, SEECP, OSCE, 지중해 연합, ASEM
- 슬로베니아 : EU, NATO, CoE, SEECP, CAS (옵서버), OSCE, 지중해 연합, ASEM
- 북마케도니아 : CoE, CEFTA, SEECP, OSCE, PfP
- 보스니아 헤르체고비나 : CoE, CEFTA, SEECP, OSCE, PfP, 지중해 연합
- 알바니아 : NATO, CoE, CEFTA, SEECP, OSCE, 지중해 연합
- 루마니아 : EU, NATO, CoE, SEECP, OSCE, 지중해 연합, ASEM
- 불가리아 : EU, NATO, CoE, SEECP, OSCE, 지중해 연합, ASEM
- 러시아 : EAS, EAEC, CoE, 러시아 벨라루스 연맹국, CAS (옵서버), APEC, OSCE, CIS, 유라시아 경제 연합, PfP, 상하이 협력 기구, ASEM
- 우크라이나 : EAEC (준회원국), CoE, 동방 파트너십, GUAM, CAS (옵서버), AU (옵서버), OSCE, PfP
- 벨라루스 : EAEC, 동방 파트너십, 러시아 벨라루스 연맹국, CAS (옵서버), OSCE, CIS, 유라시아 경제 연합, PfP, 상하이 협력 기구 (준회원국)
- 몰도바 : EAEC (준회원국), CoE, 동방 파트너십, CEFTA, SEECP, GUAM, OSCE, CIS, PfP
- 트란스니스트리아 : 가입한 지역 기구가 없다.

### 아메리카

#### 북아메리카
- 미국 : EAS, SAARC (참관국), NATO, OAS, NAFTA, 태평양 동맹 (옵서버), PIF (대화 상대국), SPC, APEC, OSCE
- 캐나다 : NATO, OAS, NAFTA, ACS (옵서버), 태평양 동맹 (옵서버), PIF (대화 상대국), APEC, OSCE, TPP
- 멕시코 : OAS, SELA, NAFTA, 메르코수르 (옵서버), CAN (옵서버), 카리브 공동체 (옵서버), SICA (준회원국), CELAC, 라틴 아메리카 의회, ACS, 태평양 동맹, ALADI, APEC, 이베로아메리카 정상회의, TPP

#### 중앙아메리카
- 니카라과 : OAS, SELA, SICA, CELAC, 라틴 아메리카 의회, ACS, 이베로아메리카 정상회의
- 엘살바도르 : OAS, SELA, SICA, CELAC, 라틴 아메리카 의회, ACS, 태평양 동맹 (옵서버), 이베로아메리카 정상회의
- 온두라스 : OAS, SELA, SICA, CELAC, 라틴 아메리카 의회, ACS, 태평양 동맹 (옵서버), 이베로아메리카 정상회의
- 과테말라 : OAS, SELA, SICA, CELAC, 라틴 아메리카 의회, ACS, 태평양 동맹 (옵서버), 이베로아메리카 정상회의
- 벨리즈 : OAS, SELA, 카리브 공동체, SICA, CELAC, ACS
- 코스타리카 : OAS, SELA, SICA, CELAC, 라틴 아메리카 의회, ACS, 태평양 동맹 (옵서버), 이베로아메리카 정상회의
- 파나마 : OAS, SELA, CAN (옵서버), SICA, CELAC, 라틴 아메리카 의회, ACS, 태평양 동맹 (옵서버), ALADI, 이베로아메리카 정상회의

#### 카리브 제도
- 쿠바 : SELA, CELAC, 라틴 아메리카 의회, ACS, ALADI, PIF (대화 상대국), 이베로아메리카 정상회의
- 아이티 : OAS, SELA, 카리브 공동체, CELAC, ACS, 태평양 동맹 (옵서버), AU (옵서버)
- 도미니카 공화국 : OAS, SELA, 카리브 공동체 (옵서버), CELAC, 라틴 아메리카 의회, ACS, 태평양 동맹 (옵서버), 이베로아메리카 정상회의
- 자메이카 : OAS, SELA, 카리브 공동체, CELAC, ACS
- 바하마 : OAS, 카리브 공동체, CELAC, ACS
- 세인트키츠 네비스 : OAS, 카리브 공동체, OECS, CELAC, ACS
- 앤티가 바부다 : OAS, 카리브 공동체, OECS, CELAC, ACS
- 도미니카 연방 : OAS, SELA, 카리브 공동체, OECS, CELAC, ACS, 태평양 동맹 (옵서버)
- 세인트루시아 : OAS, 카리브 공동체, OECS, CELAC, ACS
- 세인트빈센트 그레나딘 : OAS, 카리브 공동체, OECS, CELAC, ACS
- 그레나다 : OAS, SELA, 카리브 공동체, OECS, CELAC, ACS,
- 바베이도스 : OAS, SELA, 카리브 공동체, CELAC, ACS
- 트리니다드 토바고 : OAS, SELA, 카리브 공동체, CELAC, ACS, 태평양 동맹 (옵서버),

##### 속령
- 몬트세랫 : 카리브 공동체, OECS
- 버뮤다 : 카리브 공동체 (준회원국)
- 앵귈라 : 카리브 공동체 (준회원국), OECS (준회원국)
- 영국령 버진아일랜드 : 카리브 공동체 (준회원국), OECS (준회원국)
- 케이맨 제도 : 카리브 공동체 (준회원국)
- 터크스 케이커스 제도 : 카리브 공동체 (준회원국)
- 생마르탱 : ACS
- 생바르텔레미 : ACS
- 생피에르 미클롱 : 가입한 지역 기구가 없다.
- 신트마르턴 : 카리브 공동체 (옵서버), 라틴 아메리카 의회, ACS
- 아루바 : 카리브 공동체 (옵서버), 라틴 아메리카 의회, ACS
- 퀴라소 : 카리브 공동체 (옵서버), 라틴 아메리카 의회, ACS
- 그린란드 : 북유럽 이사회 (자치령)
- 미국령 버진아일랜드 : 가입한 지역 기구가 없다.
- 푸에르토리코 : 카리브 공동체 (옵서버), 이베로아메리카 정상회의 (준회원국)

#### 남아메리카
- 브라질 : OAS, SELA, USAN, 메르코수르, CAN (준회원국), SICA (준회원국), CELAC, ACS (옵서버), ALADI, 아랍 연맹 (참관국), 이베로아메리카 정상회의
- 아르헨티나 : OAS, SELA, USAN, 메르코수르, CAN (준회원국), CELAC, ACS (옵서버), 태평양 동맹 (옵서버), ALADI, 이베로아메리카 정상회의
- 칠레 : OAS, SELA, USAN, 메르코수르 (준회원국), CAN (준회원국), SICA (준회원국), CELAC, ACS (옵서버), 태평양 동맹, ALADI, APEC, 이베로아메리카 정상회의, TPP
- 우루과이 : OAS, SELA, USAN, 메르코수르, CAN (준회원국), CELAC, 태평양 동맹 (옵서버), ALADI, 이베로아메리카 정상회의
- 파라과이 : OAS, SELA, USAN, 메르코수르, CAN (준회원국), CELAC, 태평양 동맹 (옵서버), ALADI, 이베로아메리카 정상회의
- 볼리비아 : OAS, SELA, USAN, 메르코수르 (준회원국), CAN, CELAC, ALADI, 이베로아메리카 정상회의
- 페루 : OAS, SELA, USAN, 메르코수르 (준회원국), CAN, CELAC, ACS (옵서버), 태평양 동맹, ALADI, APEC, 이베로아메리카 정상회의, TPP
- 콜롬비아 : OAS, SELA, USAN, 메르코수르 (준회원국), CAN, 카리브 공동체 (옵서버), CELAC, ACS, 태평양 동맹, ALADI, 이베로아메리카 정상회의
- 에콰도르 : OAS, SELA, USAN, 메르코수르 (준회원국), CAN, CELAC, ACS (옵서버), 태평양 동맹 (옵서버), ALADI, 이베로아메리카 정상회의
- 베네수엘라 : OAS, SELA, USAN, 메르코수르, 카리브 공동체 (옵서버), CELAC, ACS, ALADI, 아랍 연맹 (참관국), 이베로아메리카 정상회의
- 가이아나 : OAS, SELA, USAN, 카리브 공동체, ACS
- 수리남 : OAS, SELA, USAN, 카리브 공동체, CELAC, ACS
- 사우스조지아 사우스샌드위치 제도 : 가입한 지역 기구가 없다.
- 포클랜드 제도 : 가입한 지역 기구가 없다.
- 프랑스령 기아나 : ACS

### 아프리카

#### 북아프리카
- 이집트 : ACS (옵서버), AU, 아랍 연맹, OSCE (협력국), 지중해 연합
- 리비아 : AU, UMA, 아랍 연맹, 지중해 연합 (참관국)
- 수단 : AU, 아랍 연맹
- 남수단 : AU, EAC
- 알제리 : AU, UMA, 아랍 연맹, OSCE (협력국), 지중해 연합
- 튀니지 : AU, UMA, 아랍 연맹, OSCE (협력국), 지중해 연합
- 모로코 : ACS (옵서버), 태평양 동맹 (옵서버), AU, UMA, 아랍 연맹, OSCE (협력국), 지중해 연합
- 모리타니 : AU, UMA, 아랍 연맹, 지중해 연합
- 서사하라 : AU

#### 서아프리카
- 말리 : AU, CFA 프랑 (서아프리카), ECOWAS
- 세네갈 : AU, CFA 프랑 (서아프리카), ECOWAS
- 감비아 : AU, ECOWAS
- 기니 : AU, ECOWAS
- 기니비사우 : AU, CFA 프랑 (서아프리카), ECOWAS
- 시에라리온 : AU, ECOWAS
- 라이베리아 : AU, ECOWAS
- 코트디부아르 : AU, CFA 프랑 (서아프리카), ECOWAS
- 가나 : AU, ECOWAS
- 베냉 : AU, CFA 프랑 (서아프리카), ECOWAS
- 토고 : AU, CFA 프랑 (서아프리카), ECOWAS
- 부르키나파소 : AU, CFA 프랑 (서아프리카), ECOWAS
- 니제르 : AU, CFA 프랑 (서아프리카), ECOWAS
- 나이지리아 : AU, ECOWAS
- 카보베르데 : AU, ECOWAS

#### 중앙아프리카
- 중앙아프리카 공화국 : AU, CFA 프랑 (중앙아프리카), ECCAS
- 차드 : AU, CFA 프랑 (중앙아프리카), ECCAS
- 카메룬 : AU, CFA 프랑 (중앙아프리카), ECCAS
- 콩고 공화국 : AU, CFA 프랑 (중앙아프리카), ECCAS
- 콩고 민주 공화국 : AU, ECCAS, SADC
- 가봉 : AU, CFA 프랑 (중앙아프리카), ECCAS
- 적도 기니 : AU, CFA 프랑 (중앙아프리카), ECCAS, 이베로아메리카 정상회의 (준회원국)
- 상투메 프린시페 : AU, ECCAS
- 세인트헬레나 어센션 트리스탄다쿠냐[1] : 가입한 지역 기구가 없다.

#### 동아프리카
- 탄자니아 : AU, EAC, SADC
- 케냐 : AU, EAC
- 우간다 : AU, EAC
- 르완다 : AU, ECCAS, EAC
- 부룬디 : AU, ECCAS, EAC
- 에티오피아 : AU
- 에리트레아 : AU, 아랍 연맹 (참관국)
- 소말리아 : AU, 아랍 연맹
- 지부티 : AU, 아랍 연맹
- 소말릴란드 : 가입한 지역 기구가 없다.

#### 남아프리카
- 남아프리카 공화국 : SAARC (초청국), AU, SADC
- 레소토 : AU, SADC
- 에스와티니 : AU, SADC
- 나미비아 : AU, SADC
- 보츠와나 : AU, SADC
- 짐바브웨 : AU, SADC
- 앙골라 : AU, ECCAS, SADC
- 잠비아 : AU, SADC
- 말라위 : AU, SADC
- 모잠비크 : AU, SADC
- 마다가스카르 : AU, SADC
- 코모로 : AU, 아랍 연맹
- 모리셔스 : SAARC (참관국), AU, SADC
- 세이셸 : AU, SADC
- 레위니옹 : 가입한 지역 기구가 없다.
- 마요트 : 가입한 지역 기구가 없다.

### 오세아니아

#### 오스트랄라시아
- 오스트레일리아 : EAS, CEPEA, SAARC (참관국), 태평양 동맹 (옵서버), PIF, SPC, APEC, OSCE (협력국), ASEM, TPP
- 뉴질랜드 : EAS, CEPEA, 태평양 동맹 (옵서버), PIF, SPC, APEC, ASEM, TPP
- 노퍽섬 : 가입한 지역 기구가 없다.
- 코코스 제도 : 가입한 지역 기구가 없다.
- 크리스마스섬 : 가입한 지역 기구가 없다.

#### 멜라네시아
- 파푸아뉴기니 : ASEAN (준회원국), PIF, SPC, APEC
- 솔로몬 제도 : PIF, SPC
- 바누아투 : PIF, SPC
- 피지 : PIF, SPC
- 누벨칼레도니 : PIF (준회원국), SPC

#### 미크로네시아
- 팔라우 : PIF, SPC
- 마셜 제도 : PIF, SPC
- 나우루 : PIF, SPC
- 미크로네시아 연방 : PIF, SPC
- 키리바시 : PIF, SPC
- 괌 : SPC
- 미국령 군소 제도 : 가입한 지역 기구가 없다.
- 북마리아나 제도 : SPC

#### 폴리네시아
- 통가 : PIF, SPC
- 사모아 : PIF, SPC
- 투발루 : PIF, SPC
- 핏케언 제도 : SPC
- 왈리스 푸투나 : PIF (옵서버), SPC
- 프랑스령 폴리네시아 : PIF (준회원국), SPC
- 아메리칸사모아 : SPC
- 하와이주 : 가입한 지역 기구가 없다.
- 이스터섬 : 가입한 지역 기구가 없다.
- 니우에 : PIF, SPC
- 쿡 제도 : PIF, SPC
- 토켈라우 : PIF (옵서버), SPC

## 같이 보기
- 유엔
- 유럽 연합
- 아프리카 연합
- 독립국가연합
- 아시아 태평양 경제협력체